# Светец (обичай)
Светец или слава е традиционен празник от централната част на Балканския полуостров, отбелязван от дадено семейство ежегодно на определен християнски празник, най-често през зимата. Обичаят е разпространен в по-голямата част от Сърбия, където е превърнат в елемент на националната идентичност, и в много съседни области – Западна България, Македония, Косово, Черна гора, части от Албания, Босна и Херцеговина, Далмация и Румъния.
Денят на славата се запазва през поколенията, като се предава патрилинеално, а жените приемат деня на славата на своите съпрузи. По тази причина на много места семействата, почитащи един и същ светец, се смятат за родствени и браковете между техни членове са забранени.
В Сърбия обичаят най-често се нарича слава, а в българските области – светец, светъц, стопанин, служба, курбан. Власите в Тимошко го наричат свинтул.

## Произход и развитие
Според разсъжденията на ранния български етнограф Димитър Маринов обичаят светец е продължение на предполагаем по-ранен култа към прадедите – според него той е отбелязван в чест на покровител на дома, някой виден член на рода, който след смъртта си става дух-покровител на къщата и домочадието, с времето му се приписват чудотворни избавления на дома или на някой от рода и в негова чест започват да се устройват празници и жертвоприношения. Според тази теория обичаят е вторично християнизиран, като този покровител започва да се нарича „светец“ и за ден на неговия празник се е избирал денят на християнския светец, който се пада на същия ден (или най-близко до него).
По писмени данни обичаят – светец, светъц, служба – в началото на 20 век е напълно жив в днешна Западна България – областите Видин, Монтана, Враца, София, Перник, Кюстендил. Скоро обаче древният ритуал започва да губи мащабност. През 1959 година писателят Марин Младенов пише, че в царибродското село Сливница „някогашното излизане на „светъц“ принадлежи на миналото.“

## Обичаи
В някои райони – Димитър Маринов отбелязва този обичай само в Западна България, но не и на изток – отбелязването на светеца започва още в навечерието на самия ден – вечерта срещу празника са приготвя по-малка трапеза, наричана вечерница, на която присъстват най-близките – роднини или съседи. Тя се приготвя заради вярването, че светецът-покровител пристига още вечерта преди празника.
На самия ден на светеца празнуващите го къщи приготвят празничен обяд, на който се канят роднини и съседи, а по време на празника се приемат и неканени и дори непознати гости. Ако в селището има църква или манастир в близост, сутринта стопанинът на къщата, празнично пременен, отива там и се причестява, като в църквата се носи и от коливото и хляба, за да бъдат осветени.
За празничната трапеза задължително се прави курбан с теле, овен или шиле, като телето и овенът се разсичат на късове и се готвят така, а шилето обикновено се пече цяло. От гозбите на трапезата присъстват различни варива (ориз, фасул, грах, булгур), зеле, картофи, кромид и праз лук, но никога не се приготвят като чорба – те винаги са яхния с месо. Ако празникът се пада в период на пости, то на трапезата не присъства месо (с изключение на риба), но ястията отново не бива да са приготвени като чорба. За празничната трапеза се месят и два вида обредни хлябове – единият е посветен на Бога (боговица, богов хляб, божи колак), а другият на почитания светец (светец, кравай, колак). Освен месото, гозбите и обредните хлябове, на трапезата задължително трябва да присъства и т. нар. коливо – варено жито. То се поднася с мед, захар, счукани орехи; украсява се със стафиди, зърна грозде, резенчета плодове. Курбанът отсъства при сръбския обичай. 
Светецът е особено тържествен празник и храната на трапезата задължително се прекадява, традиционно от най-старият в къщата, а в по-ново време от селския свещеник. По големите и заможни домакинства канят и по един или двама музиканти, които изпълняват трапезни песни. Трапезата не се вдига цял ден – само се принасят нови ястия – като остава до късно вечерта, а понякога и до следващата сутрин.
Патерица се нарича денят след празника – според традицията на този ден светецът-покровител вече си е отишъл, но в дома е останала неговата патерица, т.е. тоягата, с която се подпира. По този повод отново се устройва трапеза, която вече не е толкова тържествена и много по-скромна. На нея се разчупва боговицата, като половината се запазва и после се разхвърля из нивите и имота за плодородие. От този обичай днес е останал изразът: „Честито на патерица!“
Празникът се чества от цялата задруга, включваща няколко семейства. С течение на времето, когато задругите престават да съществуват като социални единици и се разпадат на отделни семейства, празникът се чества от семейството.

## Сходни обичаи
Светецът е сходен с други ежегодни празници, които обаче се отбелязват не от родова общност, а от различни други групи:
- Оброците са много сходни със светеца, като разграничението между тях понякога е неясно.[2] Ритуалите при оброка са много сходни с тези при светеца, но за разлика от тях се изпълняват не в семейния дом, а на специално обозначено с тази цел място, най-често дърво или оброчен кръст. Освен това някои оброци не са свързани с конкретно семейство, а с дадена местност и се отбелязват от всички, притежаващи имоти в нея.
- Курбанът е не семеен, а личен празник, срещащ се в цяла България (далеч на изток от разпространението на светеца). Той се прави от отделен човек, който се е избавил от някакво сериозно премеждие, според вярванията с помощта на даден светец (особено ако премеждието става на патронен празник на светец), който вече се смята за личен покровител на избавилия се. В Западна България този обичай е много близък до светеца – нарича се служба или слава, а изборът на светец покровител става със същите ритуали, както при избора на нов родов светец.[10]
- Подобно на личната служба, някои семейства установяват и семейна служба, която отбелязват успоредно с основната си родова служба – обикновено като знак за спасението им от голямо бедствие. В някои случаи тази семейна служба постепенно измества родовата и се превръща в основната за съответното семейство.[11]
- В миналото еснафските организации организират служба в чест на своя светец покровител, който обикновено е покровителят на съответния занаят – зидарите почитат като свой покровител свети апостол Тома, кожухарите – свети Илия, чехларите – свети Спиридон и т.н.[12] На патронния празник на светеца, сдруженията също са устройвали големи трапези за членовете си и за селището.
- Съборите също се ежегодни празници, отбелязвани от цяло селище, често на патронния празник на местната църква.